# Шато Шалон
Шато Шалон (фр. Château-Chalon) насеље је и општина у источној Француској у региону Франш-Конте, у департману Јура која припада префектури Лон ле Соније.
По подацима из 2011. године у општини је живело 159 становника, а густина насељености је износила 15,63 становника/km². Општина се простире на површини од 10,17 km². Налази се на средњој надморској висини од 435 метара (максималној 563 m, а минималној 254 m).

## Демографија
| 1962. | 1968. | 1975. | 1982. | 1990. | 1999. | 2011. |
| ----- | ----- | ----- | ----- | ----- | ----- | ----- |
| 177   | 192   | 160   | 156   | 153   | 160   | 159   |

График промене броја становника у току последњих година